# Герб Мелильи
Герб Мелильи — официальный символ автономного города Мелилья, расположенного на северном побережье Африки и отделённого от остальной территории Испании Средиземным морем. Герб был утверждён декретом короля Альфонсо XIII 11 марта 1913 года, подписан Председателем Совета Министров Альваро де Фигероа и графом де Романонес. Герб основывается на гербе герцогского дома де Медина-Сидония, поскольку некоторые его члены участвовали во взятии города.

## Описание
В лазоревом поле с червлёно-серебряной составной каймой из девяти золотых башен в червлени, чередующихся с девятью червлёными коронованными львами в серебре, два котла в столб, снаружи шахматные — червлёные и золотые, внутри — золотые, с ручками того же металла; с каждой стороны из котла выходят по семь зеленых змей. Щит увенчан золотой герцогской короной, из которой выходит башня того же металла. Из башни возникает человек в серебряных доспехах со щитом, метающий нож. По бокам щита две колонны, увитые серебряной лентой с девизом «Non plus ultra». Сверху такая же лента с девизом «Praeferre Patriam Liberis Parentem Decet». В основании герба зелёный дракон.

## Символика
Кайма символизирует принадлежность города Испании, так как золотой замок и червлёный коронованный лев являются геральдическими символами Королевства Кастилии и Леона, а также элементами государственного герба Испании. Метающий нож человек представляет собой основателя рода де Медина-Сидония Гусмана Доброго, обороняющего замок Тарифа от нападения мавров.
Колонны по бокам щита являются изображением Геркулесовых столпов — двух вершин, обрамляющих вход в Гибралтарский пролив. По некоторым сведениям, на вершинах некогда были установлены колонны, обозначающие предел мира. Девиз «Non plus ultra» переводится с латыни как «дальше некуда».
Девиз в верхней части герба также является латинским изречением, переводящимся как «детям надлежит предпочитать Родину родителям».